# Microichthyurus minutulus
Microichthyurus minutulus là một loài bọ cánh cứng trong họ Cantharidae. Loài này được Gestro miêu tả khoa học năm 1906.